# Rammingen (Bajorország)
Rammingen település Németországban, azon belül Bajorországban. Lakosainak száma 1592 fő (2023. december 31.).

## Szomszédos községek
- Tussenhausen (észak)
- Türkheim (kelet)
- Bad Wörishofen (dél)
- Mindelheim (nyugat)

## Népesség
A település népessége az elmúlt években az alábbi módon változott:
| Lakosok száma | 1014 | 1030 | 1469 | 1479 | 1523 | 1527 | 1542 | 1544 | 1566 | 1592 |
|               | 1970 | 1975 | 2011 | 2012 | 2014 | 2015 | 2017 | 2019 | 2022 | 2023 |